# Edwardsville (Alabama)
Edwardsville ist ein Ort im Cleburne County im US-Bundesstaat Alabama. Das U.S. Census Bureau hat bei der Volkszählung 2020 eine Einwohnerzahl von 206 ermittelt. Die Gesamtfläche des Ortes beträgt 2,5 km².

## Demographie
Bei der Volkszählung aus dem Jahr 2000 hatte Edwardsville 186 Einwohner, die sich auf 80 Haushalte und 55 Familien verteilten. Die Bevölkerungsdichte betrug somit 74,8 Einwohner/km². 98,39 % der Bevölkerung waren weiß, 0,54 % afroamerikanisch. In 25 % der Haushalte lebten Kinder unter 18 Jahren. Das Durchschnittseinkommen betrug 19.808 US-Dollar pro Haushalt, wobei 28,7 % der Bevölkerung unterhalb der Armutsgrenze lebten.